# Konzil von Hiereia
Das Konzil von Hiereia wurde von Kaiser Konstantin V. im Jahr 754 in Hiereia (heute Fenerbahçe/Istanbul) bei Konstantinopel einberufen. Das Konzil unter dem Vorsitz des Metropoliten von Ephesos, Theodosios (ein Sohn des Kaisers Tiberios II.), verurteilte die Bilderverehrung und exkommunizierte Johannes von Damaskus und Germanus von Konstantinopel. Das Zweite Konzil von Nicäa verwarf das Konzil von Hiereia 33 Jahre später als „Pseudosynode“.
Konstantin V. war Ikonoklast. Nach einer Rebellion seines Schwagers Artabasdos eroberte er Konstantinopel zurück und soll hart gegen die Ikonodulen vorgegangen sein. Da allerdings nur Quellen der Bilderfreunde erhalten sind, ist diese Darstellung offensichtlich tendenziös (siehe Byzantinischer Bilderstreit). Es fehlt an belastbaren Belegen dafür, dass es zu Verfolgungen aufgrund der Bilderverehrung gekommen ist. Wahrscheinlicher sind politische Gegner des Kaisers im Nachhinein zu Märtyrern der Bilderfreunde verklärt worden. Die Beschlüsse des Konzils scheinen auch kein hartes Vorgehen gegen die Bilderfreunde zur Folge gehabt zu haben. Vandalismus gegen kirchliche Einrichtungen wurde sogar explizit untersagt. Ob die Politik des Kaisers zudem wirklich auf Ablehnung in der Bevölkerung stieß, wie dies die späteren Quellen suggerieren, ist unklar. Ein gnadenloser Bilderstürmer scheint der Kaiser jedenfalls nicht gewesen zu sein.